# Eugen von Dorrer

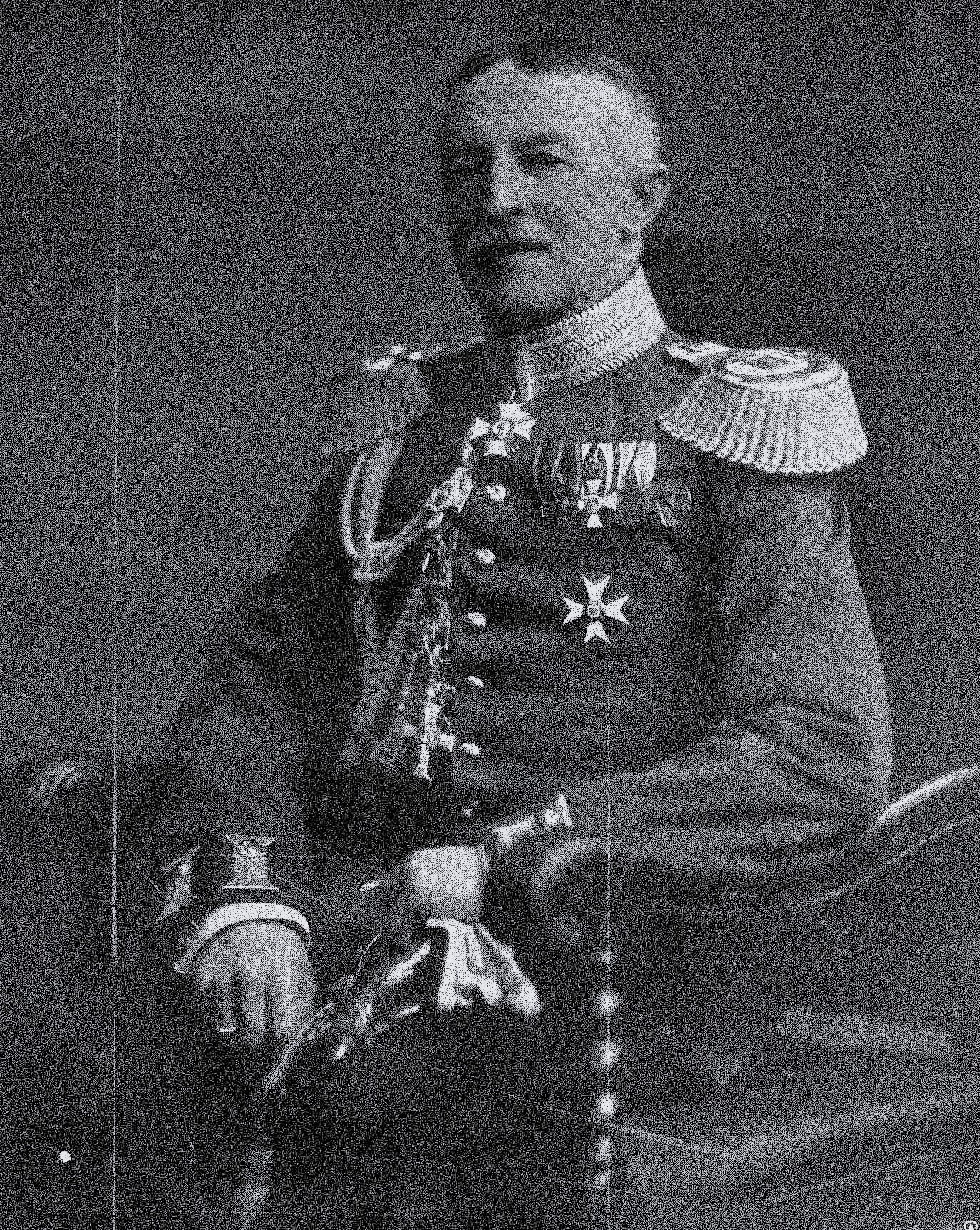
Eugen von Dorrer, fotografiert von Ernst Sandau

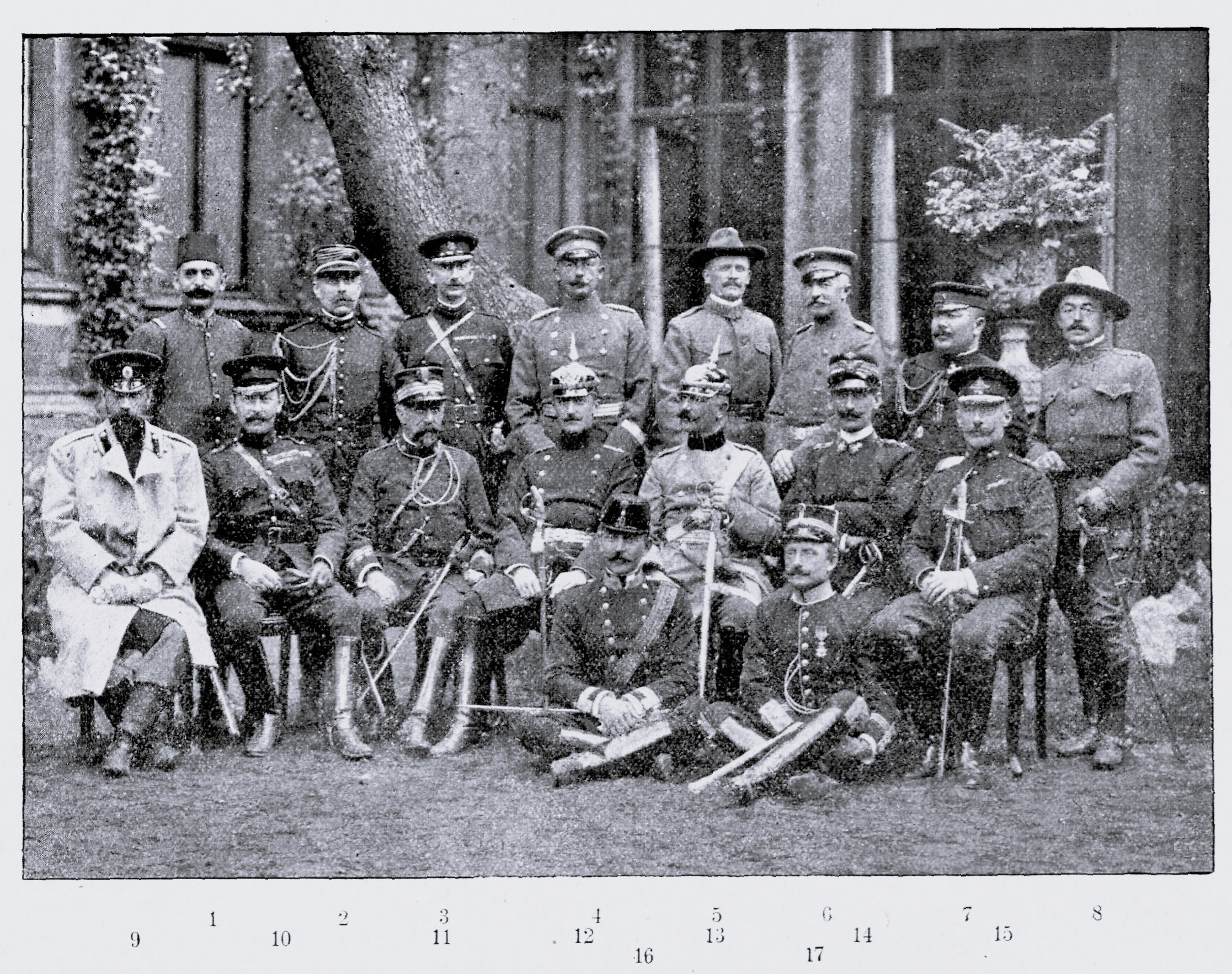
Oberstleutnant v. Dorrer als Militärbevollmächtigter beim Kaisermanöver im Jahr 1904. Er (6) ist in der hinteren Reihe die dritte Person von rechts.

Eugen Ferdinand Gottlieb Dorrer, seit 1908 von Dorrer (* 18. November 1857 in Roßfeld; † 2. April 1916 in Brieulles-sur-Meuse, Département Meuse) war ein württembergischer Generalleutnant.

## Leben
Dorrer schlug eine Militärkarriere in der Württembergischen Armee ein. In deren Verlauf war er von 1903 bis 1911 zunächst als Militärattaché der Württembergischen Gesandtschaft sowie als Militärbevollmächtigter in Berlin tätig. In dieser Eigenschaft wurde ihm am 25. Februar 1904 das Ehrenkreuz des Ordens der Württembergischen Krone verliehen. Mit der Verleihung war die Erhebung in den persönlichen Adelsstand verbunden und er durfte sich nach der Eintragung in die Adelsmatrikel am 22. November 1908 „von Dorrer“ nennen. Von 1910 bis 1913 fungierte er als General à la suite Seiner Majestät König Wilhelm II. Ab dem 21. April 1911 war Dorrer zugleich Kommandeur der 26. Feldartillerie-Brigade (1. Königlich Württembergische), bis man ihn am 22. März 1913 mit Wirkung zum 1. April als Generalleutnant und Kommandeur der 11. Division nach Preußen kommandierte. Unter Enthebung von diesem Kommando wurde er in Genehmigung seines Abschiedsgesuches am 3. März 1914 mit der gesetzlichen Pension zur Disposition gestellt.
Im Ersten Weltkrieg als z.D.-Offizier wiederverwendet, führte Dorrer die 44. Reserve-Division vom 25. August 1914 bis 2. April 1916 im Rahmen des XXII. Reserve-Korps an der Westfront. Dorrers Division versuchte im Oktober 1914 während der Schlacht in Flandern vergeblich den Übergang der Yser bei Dixmuide zu erzwingen.
Nach Einsätzen an der Ostfront und nach dem Vorstoß zum Bug wurde seine Division nach Syrmien verlegt. Beim Feldzug in Serbien war die Division während des Angriffes auf Belgrad der k.u.k. 3. Armee zugeteilt. Die Entscheidung brachte dabei der Übergang des deutschen XXII. Reserve-Korps. Die 43. und 44. Reserve-Division konnte unter Nutzung der Großen Zigeuner-Insel die Save erfolgreich überschreiten und griff wirksam vom Südwesten her in den Straßenkampf von Belgrad ein, welcher die Stadt am 9. Oktober in die Hände der Mittelmächte brachte. Nach der Rückkehr an die Westfront wurde Dorrers Division während der Schlacht um Verdun der Maasgruppe West unter General von Gallwitz zugeteilt. Eugen von Dorrer verstarb im Reserve-Feldlazarett Nr. 32, Brieulles nach einer schweren Verwundung, die er zwei Tage vorher während einer Fronterkundung vor Verdun erlitten hatte.
Sein Sohn Wolfgang von Dorrer wurde Ministerialdirigent in Berlin.